# غلت كلا (تشلاو)
غلت کلا (بالفارسية: گت‌کلا) هي قرية تقع في إيران في مازندران. يقدر عدد سكانها بـ 66 نسمة بحسب إحصاء 2016.